# 瓦爾帕克西略蓬塔山
9°17′32″S 77°49′11″W / 9.29222°S 77.81972°W
瓦爾帕克西略蓬塔山（Wallpaq Sillu Punta），是秘魯的山峰，位於該國北部安卡什大區，由卡斯卡帕拉區和基略區負責管轄，屬於內格拉山脈的一部分，海拔高度4,600米。